# Chlorolydella varipes
Chlorolydella varipes är en tvåvingeart som beskrevs av Louis-Paul Mesnil 1970. Chlorolydella varipes ingår i släktet Chlorolydella och familjen parasitflugor.
Artens utbredningsområde är Tanzania. Inga underarter finns listade i Catalogue of Life.